# 23 Dywizja Piechoty (LWP)
23 Dywizja Piechoty (23 DP) – związek taktyczny piechoty ludowego Wojska Polskiego.

## Charakterystyka
Jesienią 1958, wykorzystując ludzi i sprzęt rozformowanych 3 i 5 Brygady Obrony Wybrzeża oraz 32 batalion czołgów i artylerii pancernej, utworzono 23 Dywizję Piechoty według etatu nr 2/235-2/249.
W I kwartale 1963 dywizja, jako ostatni związek taktyczny piechoty w Wojsku Polskim została przeformowana w 23 Dywizję Desantową. Początkowo planowano, że zostanie ona przeformowana na dywizję zmechanizowaną. W związku z lansowaną koncepcją rozwinięcia Frontu Polskiego (Nadmorskiego), w której to dostrzegano potrzebę wykorzystania w działaniach bojowych desantu morskiego, z zamiaru tego zrezygnowano. Sztab dywizji stacjonował w Gdańsku.

## Dowódcy dywizji
- gen. bryg. Otton Roczniok

## Struktura organizacyjna

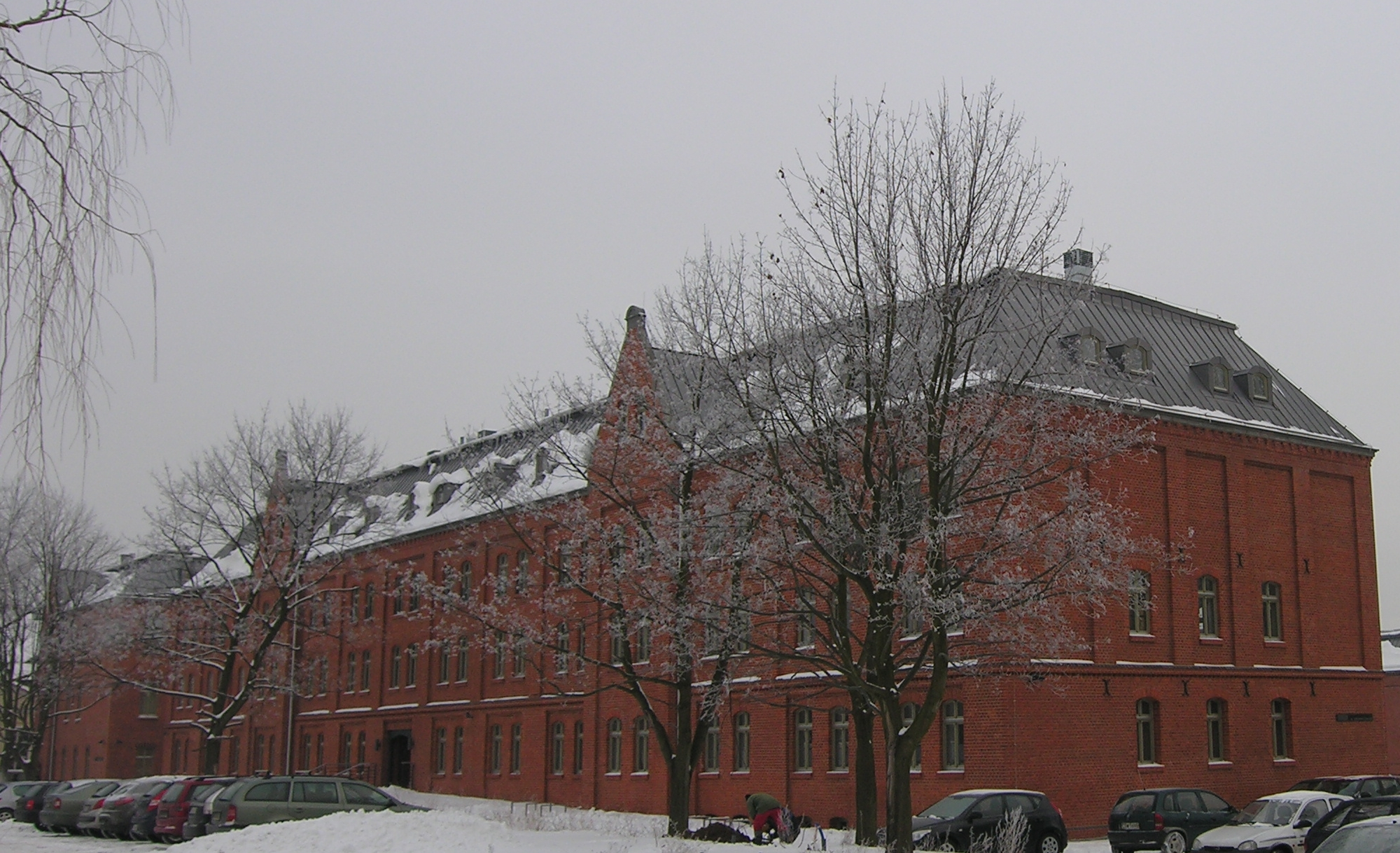
W tych koszarach stacjonował sztab dywizji

- Dowództwo 23 Dywizji Piechoty w Gdańsku-Wrzeszczu (JW 3522)
- 34 Budziszyński pułk piechoty w Słupsku (JW 3601)
- 76 pułk piechoty w Gdańsku (JW 3575)
- 79 Pomorski pułk piechoty w Lęborku (JW 3596)
- 41 Gdański pułk artylerii w Gdańsku-Wrzeszczu (JW 3586)
- 93 dywizjon artylerii przeciwpancernej w Kwidzynie (JW 3632)
- 29 dywizjon artylerii przeciwlotniczej w Gdańsku (JW 1206)
- 58 batalion saperów w Helu-Borze, a od 1960 w Brodnicy (JW 3580)
- 37 batalion łączności w Gdańsku (JW 3529)
- 11 batalion czołgów średnich w Słupsku (JW 3613)
- 52 kompania rozpoznawcza w Lęborku
- 54 kompania obrony przeciwchemicznej w Brodnicy
- 63 kompania samochodowa w Gdańsku
- 23 Dywizyjny Warsztat Uzbrojenia w Gdańsku (JW 3551)
- 74 Ruchome Warsztaty Naprawy Samochodów w Lęborku (JW 3619)
- 22 Dywizyjny Punkt Zaopatrzenia w Gdańsku (JW 3568)

## Przekształcenia
3 i 5 Brygady Obrony Wybrzeża oraz 32 bcz i apanc → 23 Dywizja Piechoty → 23 Dywizja Desantowa → 7 Łużycka Dywizja Desantowa → 7 Łużycka Brygada Obrony Wybrzeża → 1 Gdańska Brygada Obrony Terytorialnej → 1 Gdański batalion Obrony Terytorialnej → 1 batalion 7 Pomorskiej Brygady Obrony Wybrzeża